# Wyspy Owcze na Letnich Igrzyskach Paraolimpijskich 2008
Wyspy Owcze na Letnich Igrzyskach Paraolimpijskich reprezentowała 1 zawodniczka.

## Kadra

### Pływanie
- Heidi Andreasen